# Casa do Poeta Dr. Cândido Guerreiro
A Casa do Poeta Dr. Cândido Guerreiro, igualmente conhecida apenas como Casa do Poeta, é uma casa histórica na cidade de Faro, na região do Algarve, em Portugal.

## História e descrição
A Casa do Poeta consiste numa moradia térrea na Rua General Humberto Delgado, em Faro. Foi planeada por Jorge de Oliveira em 1944, tendo sido concebida de forma a apresentar uma mistura de estilos, combinando elementos das casas tradicionais do Algarve, como o beiral e a arcaria redonda no alpendre, com outros mais inovadores, como uma das chaminés, que foi decorada com rendilhado. Esta casa apresenta-se assim como um exemplo da corrente artística que surgiu nas décadas de 1940 e 1950 em Portugal, e que procurou aliar as novas tendências do modernismo com os antigos elementos tradicionais de cada região, como forma de reagir contra os excessos dos anos vinte e trinta, quando se aplicaram modelos mais puros no estilo modernista.